# S. J. Perelman
Sidney Joseph "S.J." Perelman (Nova Iorque, 1 de fevereiro de 1904 - Nova Iorque, 17 de outubro de 1979) foi humorista, escritor, cartunista e roteirista estadunidense. Ele escreveu roteiros para os primeiros filmes dos irmãos Marx, Monkey Business e Horse Feathers, e fez parte do seleto time de autores da revista The New Yorker nos anos 1940 Perelman ganhou um Oscar por seu roteiro para o filme de 1956, Around the World in 80 Days.

## Trabalhos

### Cinema
- Monkey Business (1931)
- Horse Feathers (1932)
- Hold 'Em Jail (1932)
- Sitting Pretty (1933)
- Paris Interlude (1934)
- Florida Special (1936)
- Early to Bed (1936)
- Ambush (1939)
- Boy Trouble (1939)
- The Golden Fleecing (1940)
- One Touch of Venus (1948)
- Larceny, Inc. (1942) baseado na peça da Broadway de Perelmans The Night Before Christmas
- Around the World in 80 Days (1956)
- Aladdin (1958)

### Livros
- Dawn Ginsbergh's Revenge (1929)
- Parlor, Bedlam and Bath (com Quentin Reynolds) (1930)
- Strictly from Hunger (1937)
- Look Who's Talking! (1940)
- The Dream Department (1943)
- Crazy Like a Fox (1944)
- Keep It Crisp (1946)
- Acres and Pains (The Best of S.J. Perelman) (1947)
- Westward Ha! (1948)
- Listen to the Mockingbird (1949)
- The Swiss Family Perelman (1950)
- A Child's Garden of Curses (UK) (1951)
- The Ill-Tempered Clavichord (1952)
- Hold that Christmas Tiger (UK) (1954)
- Perelman's Home Companion (1955)
- The Road to Miltown or Under the Spreading Atrophy (1957)
- Bite on the Bullet (título no Reino Unido Road to Miltown) (1957)
- The Most of S.J. Perelman (coleção reimpressa) (1958)
- The Rising Gorge (1961)
- The Beauty Part (1961)
- Chicken Inspector No. 23 (1966)
- Baby, It's Cold Inside (1970)
- Vinegar Puss (1975)
- Eastward Ha! (1977)
- The Last Laugh (1981)
- That Old Gang O' Mine (1984)
- Don't Tread on Me: Selected Letters of S.J. Perelman (1987)
- Conversations with S.J. Perelman (1995)
- The World of S.J. Perelman (reimpresso no Reino Unido) (2000)